# Egeland (Dakota Północna)
Egeland – miasto w Stanach Zjednoczonych, w stanie Dakota Północna, w hrabstwie Towner.